# Selva TV
Selva TV es un canal de televisión comunitaria de Puerto Ayacucho, capital del Estado Amazonas, y es parte de los llamados «medios comunitarios e independientes». Fue creado en octubre de 2002, y es vista en señal abierta por el canal 28 UHF y en cable a través del canal 15 de Puerto Ayacucho Satelital, C.A. Está bajo la dirección de Ismael Farías. Se apoya en proyectos similares de televisoras comunitarias como Catia TVe y ViVe televisión.
Tiene como propósito destacar la cultura y la diversidad de los pueblos indígenas de amazonas.